# Cueva de la Olla
 (juin 2016).
Si vous disposez d'ouvrages ou d'articles de référence ou si vous connaissez des sites web de qualité traitant du thème abordé ici, merci de compléter l'article en donnant les références utiles à sa vérifiabilité et en les liant à la section « Notes et références ».
Cueva de la Olla est un site archéologique du nord-est du Mexique dans le Chihuahua, à environ 47 km au sud-est de Nuevo Casas Grandes. Le site se trouve à l'intérieur d'un abri naturel de la grotte. Ce site a été nommé ainsi en raison d'une structure sphérique, similaire à une olla (marmite en terre mexicaine).  
Il s'agit d'un cuexcomate ou grenier aérien de grande dimension, sa forme rappelant une grande jarre. Des greniers de ce type ont été localisés dans des sites épars dans des grottes de la Sierra Madre occidentale. Une des particularités de la valle de las Cuevas est la présence d'un site où a été détectée une séquence d'occupation très longue. C'est là qu'ont vécu des groupes de personnes qui utilisaient un ancêtre du maïs qui date de 5500 av. J.-C. Du fait de l'hiver rigoureux, il était nécessaire de stocker de la nourriture. 